# Транстуберкуларна раван
Транстуберкуларна раван, интертуберкуларна раван или транстуберкуларна линија  једна је од анатомских површинских референтних равни или линија које се користе у површинској анатомији  за означавање трбушних региона.

## Анатомија
Транстуберкуларна раван је хоризонтална или попречна раван која пролази кроз илијачне туберкуле (мала узвишења која се налазе у илијачном гребену илијачне кости). Ови туберкули се могу опипати (палпирати) код мршаве особе, али њихова локација се може одредити ако се растојање између транспилоричне равни и горњег дела пубичне симфизе подели на пола.
Транстуберкуларна раван означава локацију тела петог слабинског (лумбалног) пршљена  и место ушћа обе заједничке илијачне вене које потом формирају доњу шупљу вену.

## Галерија
- Поглед на предњу страну грудне и трбушне шупљине
а. Средња раван.
б. Бочне равни.
 ц. Транстуберкуларна раван.
 д. Субребарна раван.
е. Транспилорична раван.
- Предњи део трбуха, на коме су приказане површинске ознаке за артерије и ингвинални канал.